# Makedonien (oldtiden)
 For alternative betydninger, se Makedonien (flertydig). (Se også artikler, som begynder med Makedonien)
Makedonien (græsk: Μακεδονία, Makedonía), var et kongerige i antikken, der blev formet mod slutningen af det arkaiske og klassiske Grækenland. Kongeriget blev senere den dominerende stat i det Hellenistisk Grækenland. Kongeriget blev grundlagt og oprindeligt regeret af medlemmer af det kongelige Argead-dynasti, som blev efterfulgt af Antipatrider- og Antigonider-dynastiet. Kongeriget var hjemsted for de antikke makedonere, og det tidligste kongerige var centreret omkring den nordøstlige del af den græske halvø, og grænsede op til Epiros mod sydvest, Illyrien mod nordvest, Paionien mod nord, Thrakien mod øst og Thessalien mod syd.
Før det 4. århundrede f.Kr. var Makedonien et lille kongerige uden for det område, der var domineret af de store bystater Athen, Sparta og Theben, og kortvarigt underlagt Achæmenidiske Rige. Under regeringstiden af den argeadiske konge Filip 2. (359–336 f.Kr.) underlagde Makedonien sig det græske fastland og det thrakiske Odrysiske Kongerige gennem erobring og diplomati. Med en reformeret hær, der indeholdt falankser bevæbnet med sarissa-spydet, besejrede Filip 2. de gamle magter Athen og Theben i Slaget ved Chaironeia i 338 f.Kr. Filip 2.'s søn Alexander den Store – der stod i spidsen for et forbund af græske stater – fuldførte sin fars mål om at kontrollere hele Grækenland, da han ødelagde Theben efter at byen gjorde oprør. Under Alexanders efterfølgende erobringstogt omstyrtede han det Achæmenidiske Rige og erobrede territorium, der strakte sig helt til Indusfloden. I en kort periode var hans Makedonske Rige det mægtigste i verden – den definitive hellenistiske stat, der indledte overgangen til en ny periode i den antikke græske civilisation. Græsk kunst og litteratur blomstrede i de nye erobrede lande, og fremskridt inden for filosofi, ingeniørkunst og videnskab spredte sig over riget og videre. Af særlig betydning var Aristoteles' bidrag (som havde været Alexanders lærer), hvis skrifter blev en hjørnesten i vestlig filosofi.
Efter Alexander den Stores død i 323 f.Kr., udbrød de efterfølgende Diadokkrige og der skete en opdelingen af Alexanders kortlevet Makedonske Rige. Makedonien forblev et græsk kulturelt og politisk center i Middelhavsområdet sammen med det Ptolemæiske Egypten, Seleukideriget og Kongeriget Pergamon. Vigtige byer som Pella, Pydna og Amphipolis var involveret i magtkampe om kontrollen over territoriet. Nye byer blev grundlagt, såsom Thessaloniki af usurpator Kassander (opkaldt efter hans hustru Thessalonike af Makedonien). Makedoniens tilbagegang begyndte med de Makedonske Krige og den Romerske Republiks fremkomst som den førende magt i Middelhavet. Ved afslutningen af den Tredje Makedonske Krig i 168 f.Kr. blev det makedonske kongerige afskaffet og erstattet af romerske klientstater. En kortvarig genoplivning af monarkiet under den Fjerde Makedonske Krig i 150–148 f.Kr. endte med etableringen af den romerske provins Macedonia.
De makedonske konger, som besad absolut magt og rådede over statens ressourcer såsom guld og sølv, fremmede minedrift for at præge mønt, finansiere deres hære og, under Filip 2.'s regeringstid, en makedonsk flåde. I modsætning til de andre diadokiske efterfølgerstater blev den kejserkult, som Alexander havde fremmet, aldrig indført i Makedonien. Alligevel påtog de makedonske herskere sig roller som øverstepræster i kongeriget og førende beskyttere af indenlandske og internationale kulter inden for den hellenistiske religion. De makedonske kongers autoritet var teoretisk begrænset af hærens institution, mens nogle få bysamfund inden for det makedonske forbund nød en høj grad af selvstyre og endda havde demokratiske regeringer med folkelige forsamlinger.

## Historie
Makedonien regnes af historikerne som tilhørende de græske bystater (polis). De havde ikke et systematiseret skriftsprog, men dannede athenere har senere beskrevet deres dialekt, som også er nedskrevet i teaterstykket "Makedonerne", og heraf konkluderer sprogvidenskaben, at der var tale om en form for æolisk. Selv om de lå i udkanten og selv om de sandsynligvis er blevet præget fra illyriske og thrakiske folk fra vest, nord og øst. Fra det 5. århundrede f.Kr. vandt den attiske græsk dialekt og kultur i stigende grad frem i Makedonien. Først ved den makedonske adel og kongefamilien, der indførte attisk som tale- og skriftsprog, og siden blev det generelt.
Makedonien havde en del frugtbar agerjord i floddalene og ved kysten. Men det meste af landet var bedre egnet til kvæghold og hesteopdræt, hvis det da ikke var for uvejsomme bjerge og skovstrækninger. Fra skovene kom der imidlertid det tømmer som det øvrige, træfattige Grækenland havde hårdt brug for til at kunne bygge skibe. I bjergene var der guld og sølv som de makedonske konger kunne bruge til egne mønter. Det meste af guldet kom fra ”kongens fæller” -bjerget.
Makedonien havde ikke ret mange ”vigtige” byer. De vigtigste af byerne var Aigai, Makedons den gamle hovedstad og Pella, den ny hovedstad, som overtog rollen som hovedstad i det 4. århundrede f.Kr. 

Sammenlignet med stater som Athen og Korinth var Makedonien et primitivt samfund af større og mindre agerbrugere og kvægavlere. Deres forfatning var også ganske anderledes end den athenske. I Makedonien fandtes der stadig en konge som var den øverste leder og anfører i krig. Men kongen var  ikke helt enevældig. Han styrede sammen med medlemmer af kongefamilien og ledere af landets fornemmeste adelsslægt. Tilsammen blev de kaldt for ”kongens fæller”. I særlige tilfælde kunne medlemmer af ”kongens fæller” optræde som tronprætendenter. Desuden var det en almindelig folkeforsamling eller snarere en hærforsamling, der skulle anerkende den ny konge, hvis den gamle konge døde og arvingen ikke var gammel nok, til at regere.